# Draco bimaculatus
Espèce
Synonymes
- Draco lineatus bimaculatus Günther, 1864

Statut de conservation UICN

 LC  : Préoccupation mineure
Draco bimaculatus est une espèce de sauriens de la famille des Agamidae.

## Répartition
Cette espèce est endémique des Philippines. Elle se rencontre à Bohol, à Leyte, à Samar, à Mindanao, à Dinagat et dans l'archipel de Sulu.

## Publication originale
- Günther, 1864 : The reptiles of British India, London, Taylor & Francis, p. 1-452 (texte intégral).